# Protherohyus brachydontus
Protherohyus brachydontus és una espècie extinta de mamífer artiodàctil de la família dels pècaris (Tayassuidae) que visqué a Nord-amèrica entre el Miocè superior i el Plistocè superior. Se n'han trobat restes fòssils a Costa Rica, els Estats Units i Mèxic. Era un pècari enorme que fins i tot superava en grandària Desmathyus pinensis i igualava Platygonus bicalcaratus. Classificat anteriorment en els gèneres Desmathyus i Catagonus, el 2017 fou traslladat al seu propi gènere, Protherohyus basant-se en els seus caràcters cranials i dentals. El nom genèric Protherohyus fou elegit en honor del paleontòleg estatunidenc Donald R. Prothero, mentre que el nom específic brachydontus es refereix a la braquidòncia característica d'aquesta espècie.